# Gunnar Persson
Pour les articles homonymes, voir Persson.
Gunnar Verner Persson (né le 13 octobre 1933 à Storvik et mort le 8 avril 2018) est un auteur de bande dessinée suédois.

## Biographie
Fils d'Elov Persson, Gunnar Persson travaille pour différentes revues avant de rejoindre son père en 1965 dans 91:an (sv) puis de reprendre en 1967 sa série humoristique Kronblom (en), qu'il anime jusqu'en 2016. 
Il a également assisté Nils Egerbrandt sur 91:an Karlsson au début des années 1970 et réalisé seul la série Klackamo Dagbok jusqu'en 2000.

## Distinctions
- 1980 : bourse 91:an
- 1981 : prix Adamson du meilleur auteur suédois pour l'ensemble de son œuvre
- 1985 : diplôme Adamson pour sa contribution à la bande dessinée suédoise